# Volkswagen Bora
Volkswagen Bora este un vehicul comercializat de producătorul german de automobile Volkswagen.